# Michael Ross
Michael Ross (1961. március 5. –) északír nemzetközi labdarúgó-játékvezető.

## Pályafutása

### Nemzeti játékvezetés
Pályafutása során hazája legfelső szintű labdarúgó-bajnokságának játékvezetője lett. Az aktív nemzeti játékvezetéstől 2006-ban vonult vissza.

### Nemzetközi játékvezetés
Az Északír labdarúgó-szövetség Játékvezető Bizottsága (JB) 1999-ben terjesztette fel nemzetközi játékvezetőnek, a Nemzetközi Labdarúgó-szövetség (FIFA) bíróinak keretébe. Több nemzetek közötti válogatott és klubmérkőzést vezetett. Az északír nemzetközi játékvezetők rangsorában, a világbajnokság-Európa-bajnokság sorrendjében többedmagával a 9. helyet foglalja el 3 találkozó szolgálatával. Az aktív nemzetközi játékvezetéstől 2006-ban a FIFA 45 éves korhatárát elérve búcsúzott. Válogatott mérkőzéseinek száma: 5.

#### Világbajnokság
A világbajnoki döntőhöz vezető úton Dél-Koreába és Japánba a XVII., a 2002-es labdarúgó-világbajnokságra a FIFA JB bíróként alkalmazta.
| Időpont             | Helyszín                     | Mérkőzés típusa           | Mérkőzés               | Eredmény | Nézők száma |
| ------------------- | ---------------------------- | ------------------------- | ---------------------- | -------- | ----------- |
| 2001. szeptember 5. | Tofik Bahramov Stadion, Baku | előselejtező (4. csoport) | Azerbajdzsán–Macedónia | 1 : 1    | 4 100       |

#### Európa-bajnokság
Az európai-labdarúgó torna döntőjéhez vezető úton Belgiumba és Hollandiába a XI., a 2000-es labdarúgó-Európa-bajnokságra és Ausztriába és Svájcba a XIII., a 2008-as labdarúgó-Európa-bajnokságra az UEFA JB játékvezetőként foglalkoztatta.

##### 2000-es labdarúgó-Európa-bajnokság
| Időpont         | Helyszín                    | Mérkőzés típusa           | Mérkőzés              | Eredmény | Nézők száma |
| --------------- | --------------------------- | ------------------------- | --------------------- | -------- | ----------- |
| 1999. június 9. | Montjuic Stadion, Barcelona | előselejtező (4. csoport) | Andorra–Franciaország | 0 : 1    | 7 600       |

##### 2008-as labdarúgó-Európa-bajnokság
| Időpont             | Helyszín               | Mérkőzés típusa           | Mérkőzés               | Eredmény | Nézők száma |
| ------------------- | ---------------------- | ------------------------- | ---------------------- | -------- | ----------- |
| 2006. augusztus 16. | Városi Stadion, Toftir | előselejtező (B. csoport) | Feröer-szigetek–Grúzia | 0 : 6    | 1 000       |

#### Nemzetközi kupamérkőzések

##### UEFA-kupa
| Időpont             | Helyszín                 | Mérkőzés típusa                    | Mérkőzés                           | Eredmény |
| ------------------- | ------------------------ | ---------------------------------- | ---------------------------------- | -------- |
| 2004. július 13.    | MIKA Stadion, Jereván    | első selejtezőkör (1. mérkőzés)    | FA Mika Jerevan–Budapest Honvéd FC | 0 : 1    |
| 2005. augusztus 25. | Metalurh Stadion, Doneck | második selejtezőkör (2. mérkőzés) | FK Metalurh Doneck–FC Sopron       | 2 : 1    |